# Abyssobela
Abyssobela é um gênero de gastrópodes pertencente a família Raphitomidae.

## Espécies
- Abyssobela atoxica Kantor & Sysoev, 1986[2]